# Среднощен чудак
„Среднощен чудак“ (на английски: Midnight Special) е американски научнофантастичен филм от 2016 г. на режисьора Джеф Никълс по негов сценарий и е продуциран от Сара Грийн и Браян Кавана-Джоунс. Във филма участват Майкъл Шанън, Джоел Еджертън, Кирстен Дънст, Адам Драйвър, Джейдън Мартел и Сам Шепърд. Той е избран да се състезава за „Златна мечка“ на 66-ия международен филмов фестивал в Берлин.